# Nobutaka Tanaka
Nobutaka Tanaka (田中 信孝 Tanaka Nobutaka?,  nacido el 10 de junio de 1971 en Saitama) es un exfutbolista japonés. Jugaba de defensa y su último club fue el Brummel Sendai de Japón.

## Trayectoria

### Clubes
| Club           | País  | Año         |
| -------------- | ----- | ----------- |
| Kashiwa Reysol | Japón | 1994 - 1996 |
| Brummel Sendai | Japón | 1996 - 1997 |